# Muriel Bowser

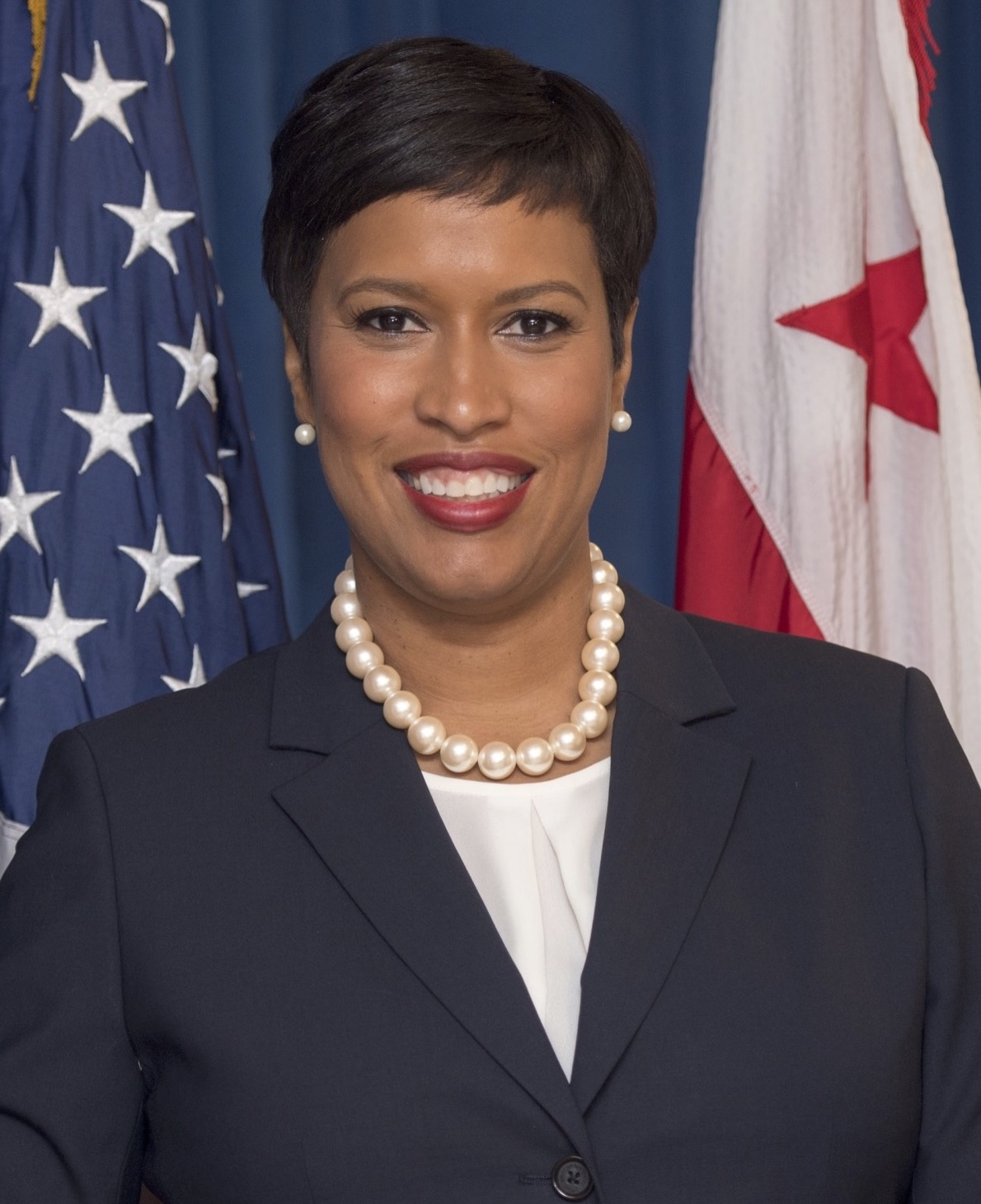
Muriel Bowser (2019)

Muriel Elizabeth Bowser (* 2. August 1972 in Washington, D.C.) ist eine US-amerikanische Politikerin der Demokratischen Partei. Seit 2015 ist sie Bürgermeisterin der Bundeshauptstadt Washington, D.C.

## Werdegang
Muriel Bowser absolvierte die Elizabeth Seton High School in Maryland und studierte danach Geschichte am Chatham College in Pittsburgh, Pennsylvania. Sie beendete ihre Ausbildung mit einem Politikstudium an der American University. Politisch schloss sie sich der Demokratischen Partei an. Im Jahr 2004 wurde sie in die Advisory Neighborhood Commission der Stadt Washington, D.C. gewählt. Dieses unterhalb des Stadtrats angesiedelte Gremium kümmert sich in den einzelnen Stadtteilen unter anderem um Fragen der Infrastruktur, Sicherheit und Finanzen für den jeweiligen Stadtbezirk. Bowser verblieb dort bis 2007. Zwischen 2007 und 2015 saß sie im Stadtrat der Bundeshauptstadt (Council of the District of Columbia).
Im Jahr 2014 wurde Bowser mit 54 Prozent der Wählerstimmen zur neuen Bürgermeisterin von Washington, D.C. gewählt. Am 2. Januar 2015 trat sie in dieser Funktion die Nachfolge von Vincent C. Gray an, gegen den sie sich in der demokratischen Primary durchgesetzt hatte.

## Politische Positionen
Am 5. Juni 2020 wurde durch Bowser die namenlose Kreuzung unmittelbar vor dem Weißen Haus im Gedenken an George Floyd Black Lives Matter Plaza benannt.
Bowser wurde von der Washington Post und anderen vorgeworfen, nicht konsequent gegen Antisemitismus in ihrem Umfeld vorzugehen. Etwa veranstaltete einer ihrer führenden Wahlkampfhelfer und Mitarbeiter eine Demonstration zugunsten des wegen Antisemitismus beschuldigten Stadtratsabgeordneten Trayon White, der behauptet hatte, Juden und die Rothschilds würden das Wetter kontrollieren. Auf dieser Demonstration wurden jüdische Abgeordnete des Stadtrats von D.C. durch Angehörige der Nation of Islam attackiert. Bowser lehnte trotzdem Forderungen nach dem Rücktritt ihres Mitarbeiters ab.
Sie lehnt Forderungen nach einer Kürzung des städtischen Polizeibudgets ab.